# アラネタ・コロシアム
アラネタ・コロシアム（Araneta Coliseum）はフィリピン・マニラ首都圏のケソン市にある多目的スポーツ競技場。アジア最大級の屋内アリーナであるとともに、世界最大級のクリアスパンドームでもある。1960年開場。ドームの直径108.0mは、2001年に日本の大分スタジアムの274.0mに抜かれるまで、アジア最大であった。愛称はザ・ビッグドーム（The Big Dome）。スマート・コミュニケーションズが2011年に施設命名権を取得しており、名称をスマート・アラネタ・コロシアム（Smart Araneta Coliseum）としている。

## 概要

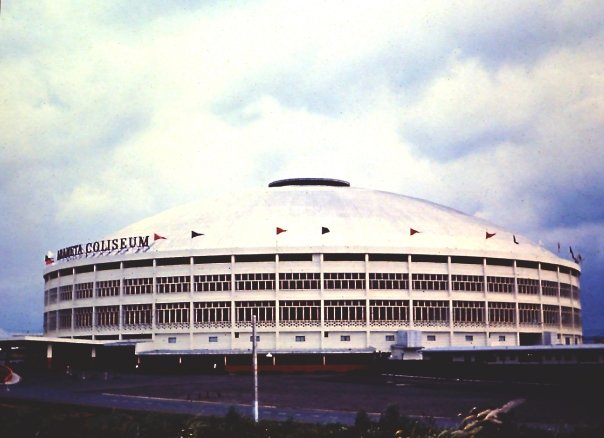
1960年撮影

スリラー・イン・マニラと呼ばれる1975年10月のモハメド・アリ対ジョー・フレージャーのボクシングの試合や、2006年にヒップホップグループ「ブラック・アイド・ピーズ（BEP）」がコンサートをしたことなどで知られる。アリ対フレージャー戦の際には、海外メディア向けに「フィリピン・コロシアム」と改名された。
首都圏ケソン市クバオにあるアラネタ・センター内に位置し、ザ・ビッグ・ドームの愛称でも呼ばれる、また、フィリピン・バスケットボール・アソシエーション（PBA）の試合だけでなく、UAAP、NCAAバスケットボールの試合、WWE、ミス・フィリピン、コンサートなど多数のイベントが開催されている。1978年バスケットボール世界選手権の決勝会場でもあった。
また、周辺にはアラネタ・タワーやゲートウェイ、ショッピングモールがあり、週末を問わず買い物客でにぎわう。1976年6月にオープンしたフィリピン最古のショッピングモールは前年のボクシングの試合開催を記念して「アリモール」と名付けられ、式典にはアリも出席した。